# Choerodon fasciatus
Choerodon fasciatus es una especie de pez perciforme de la familia Labridae. También llamado vulgarmente Lábrido payaso está encuadrado dentro de la familia Labridae, una de la más numerosas de especies de peces marinos y con mucha tradición entre los aficionados a la acuariofilia

## Morfología
Recuerda a uno de los cíclidos de los grandes lagos africanos. Presenta la particularidad propia de la especie de tener dos pares de colmillos de color azul proyectados hacia el exterior. Estos colmillos los usa para la búsqueda de alimentos. No presenta dimorfismo sexual tanto en la etapa juvenil como en la adulta. Puede presentar diferencias de coloración dependiendo de su origen. Animales jóvenes presentan las rayas transversales más difuminadas y ocelos para confundir a los predadores.
Los machos pueden llegar alcanzar los 30 cm de longitud total.

## Hábitat
Arrecifes tropicales; en profundidades comprendidas entre 5 y 35 m.
El lábrido arlequín es propio de arenales y escombreras rocosas próximas a los arrecifes. Tienen una territorialidad muy acentuada por lo que casi siempre lo encontramos individualmente.

## Distribución geográfica
Océano Pacífico occidental. Se distribuye en dos áreas: al norte, desde las islas Ryukyu hasta Taiwán, y al sur, desde Nueva Caledonia hasta Queensland (Australia).

### Obras generales
- Eschmeyer, W.N., ed. (1998), Catalog of Fishes (CD), Special Publication of the Center for Biodiversity Research and Information (en inglés), 1-3 (1), San Francisco, California (EUA): California Academy of Sciences, ISBN 9780940228474.
- Fenner, R.M. (2001), The Conscientious Marine Aquarist (en inglés), Neptune City, Nueva Jersey (EUA): T.F.H. Publications, ISBN 9781890087036.
- Helfman, G.; Collette, B.; Facey, D. (1997), The diversity of fishes (en inglés), Malden, Massachusetts (EUA): Blackwell Science, ISBN 9780865422568.
- Hoese, D.F. (1986),  Smith, M.M; Heemstra, P.C., eds., Smiths' sea fishes (en inglés), Berlín (Alemania): Springer-Verlag, ISBN 9783540168515.
- Moyle, P.; Cech, J. (2004), Fishes: An Introduction to Ichthyology (en inglés) (5.ª edición), Upper Saddle River, Nueva Jersey (EUA): Pearson Prentice-Hall, ISBN 9780131008472.
- Nelson, J. (2006), Fishes of the World (en inglés) (4.ª edición), Nueva York (EUA): John Wiley and Sons, ISBN 9780471250319.
- Wheeler, A. (1985) [Primera edición en 1900], The World Encyclopedia of Fishes (en inglés) (2.ª edición), Londres: Macdonald, ISBN 9780356107158.